# Collegio di Glasgow South
Glasgow South è un collegio elettorale scozzese della Camera dei Comuni del Parlamento del Regno Unito. Elegge un membro del Parlamento con il sistema maggioritario a turno unico. Il rappresentante del collegio, dal 2024, è il laburista Gordon McKee.

## Estensione
Il collegio di Glasgow South è costituito dai ward di Battlefield, Carmunnock, Carnwadric, Castlemilk, Cathcart, Glenwood, King’s Park, Langside, Maxwell Park, Mount Florida, Newlands e Pollokshaws.
Glasgow South è uno dei sette collegi che coprono la città di Glasgow, e sono tutti interamente compresi in essa.
Prima delle elezioni del 2005, l'area cittadina era coperta da dieci collegi, dei quali due andavano oltre i confini municipali. L'area del collegio di Glasgow South era coperta da Glasgow Cathcart e parte di Glasgow Govan, Glasgow Rutherglen e Glasgow Pollok.
I collegi del Parlamento scozzese mantengono le estensioni dei vecchi collegi di Westminster.
Il collegio di Glasgow South comprende alcune delle poche aree di Glasgow che votano conservatore, come Pollokshields e Newlands, altre aree come Langside e Shawlands sono invece nazionaliste, con i laburisti al secondo posto e i conservatori molto indietro. Mentre le aree degradate identificano parti di questo collegio, vi sono ancora molte aree residenziali e benestanti; vi è una grande comunità asiatica e la seconda comunità ebraica è stabilita intorno a Pollokshields (la maggiore comunità ebraica si trova nel Renfrewshire Orientale). Un terzo degli abitanti del collegio sono cattolici.

## Membri del parlamento
| Elezione | Elezione | Deputato         | Partito   |
| -------- | -------- | ---------------- | --------- |
|          | 2005     | Tom Harris       | Laburista |
|          | 2015     | Stewart McDonald | SNP       |
|          | 2024     | Gordon McKee     | Laburista |

## Risultati elettorali

### Elezioni negli anni 2020
| Partito                    | Partito                                  | Candidato                  | Risultati 4 luglio 2024 | Risultati 4 luglio 2024 |
| Partito                    | Partito                                  | Candidato                  | Voti                    | %                       |
| -------------------------- | ---------------------------------------- | -------------------------- | ----------------------- | ----------------------- |
|                            | Laburista                                | Gordon McKee               | 17 696                  | 41,76                   |
|                            | SNP                                      | Stewart McDonald           | 13 542                  | 31,96                   |
|                            | Verdi                                    | Niall Christie             | 5 554                   | 13,11                   |
|                            | Reform UK                                | Danny Raja                 | 1 736                   | 4,10                    |
|                            | Conservatore                             | Haroun Malik               | 1 617                   | 3,82                    |
|                            | Liberal Democratici                      | Peter McLaughlin           | 1 316                   | 3,11                    |
|                            | TUSC                                     | Brian Smith                | 473                     | 1,12                    |
|                            | Alba                                     | Dhruva Kumar               | 444                     | 1,05                    |
|                            |                                          |                            |                         |                         |
| Iscritti                   | Iscritti                                 | Iscritti                   | 70 219                  | 100,00                  |
| ↳ Votanti (% su iscritti)  | ↳ Votanti (% su iscritti)                | ↳ Votanti (% su iscritti)  | 42 378                  | 60,35                   |
| ↳ Astenuti (% su iscritti) | ↳ Astenuti (% su iscritti)               | ↳ Astenuti (% su iscritti) | 27 841                  | 39,65                   |
|                            |                                          |                            |                         |                         |
|                            | Esito: collegio passa da SNP a Laburista |                            |                         |                         |

### Elezioni negli anni 2010
| Partito                    | Partito                          | Candidato                  | Risultati 12 dicembre 2019 | Risultati 12 dicembre 2019 |
| Partito                    | Partito                          | Candidato                  | Voti                       | %                          |
| -------------------------- | -------------------------------- | -------------------------- | -------------------------- | -------------------------- |
|                            | SNP                              | Stewart McDonald           | 22 829                     | 48,12                      |
|                            | Laburista Co-Op                  | Johann Lamont              | 13 824                     | 29,14                      |
|                            | Conservatore                     | Kyle Thornton              | 6 237                      | 13,15                      |
|                            | Lib Dem                          | Carole Ford                | 2 786                      | 5,87                       |
|                            | Verdi                            | Dan Hutchison              | 1 251                      | 2,64                       |
|                            | Brexit                           | Danyaal Raja               | 516                        | 1,09                       |
|                            |                                  |                            |                            |                            |
| Iscritti                   | Iscritti                         | Iscritti                   | 70 891                     | 100,00                     |
| ↳ Votanti (% su iscritti)  | ↳ Votanti (% su iscritti)        | ↳ Votanti (% su iscritti)  | 47 443                     | 66,92                      |
| ↳ Astenuti (% su iscritti) | ↳ Astenuti (% su iscritti)       | ↳ Astenuti (% su iscritti) | 23 448                     | 33,08                      |
|                            |                                  |                            |                            |                            |
|                            | Esito: collegio confermato a SNP |                            |                            |                            |

| Partito                    | Partito                          | Candidato                  | Risultati 8 giugno 2017 | Risultati 8 giugno 2017 |
| Partito                    | Partito                          | Candidato                  | Voti                    | %                       |
| -------------------------- | -------------------------------- | -------------------------- | ----------------------- | ----------------------- |
|                            | SNP                              | Stewart McDonald           | 18 312                  | 41,10                   |
|                            | Laburista                        | Eileen Dinning             | 16 285                  | 36,55                   |
|                            | Conservatore                     | Taylor Muir                | 8 506                   | 19,09                   |
|                            | Lib Dem                          | Ewan Hoyle                 | 1 447                   | 3,25                    |
|                            |                                  |                            |                         |                         |
| Iscritti                   | Iscritti                         | Iscritti                   | 69 177                  | 100,00                  |
| ↳ Votanti (% su iscritti)  | ↳ Votanti (% su iscritti)        | ↳ Votanti (% su iscritti)  | 44 550                  | 64,40                   |
| ↳ Astenuti (% su iscritti) | ↳ Astenuti (% su iscritti)       | ↳ Astenuti (% su iscritti) | 24 627                  | 35,60                   |
|                            |                                  |                            |                         |                         |
|                            | Esito: collegio confermato a SNP |                            |                         |                         |

| Partito                    | Partito                                  | Candidato                  | Risultati 7 maggio 2015 | Risultati 7 maggio 2015 |
| Partito                    | Partito                                  | Candidato                  | Voti                    | %                       |
| -------------------------- | ---------------------------------------- | -------------------------- | ----------------------- | ----------------------- |
|                            | SNP                                      | Stewart McDonald           | 26 773                  | 54,89                   |
|                            | Laburista                                | Tom Harris                 | 14 504                  | 29,73                   |
|                            | Conservatore                             | Kyle Thornton              | 4 752                   | 9,74                    |
|                            | Verdi                                    | Alastair Whitelaw          | 1 431                   | 2,93                    |
|                            | Lib Dem                                  | Ewan Hoyle                 | 1 019                   | 2,09                    |
|                            | TUSC                                     | Brian Smith                | 299                     | 0,61                    |
|                            |                                          |                            |                         |                         |
| Iscritti                   | Iscritti                                 | Iscritti                   | 74 018                  | 100,00                  |
| ↳ Votanti (% su iscritti)  | ↳ Votanti (% su iscritti)                | ↳ Votanti (% su iscritti)  | 48 778                  | 65,90                   |
| ↳ Astenuti (% su iscritti) | ↳ Astenuti (% su iscritti)               | ↳ Astenuti (% su iscritti) | 25 240                  | 34,10                   |
|                            |                                          |                            |                         |                         |
|                            | Esito: collegio passa da Laburista a SNP |                            |                         |                         |

| Partito                    | Partito                                | Candidato                  | Risultati 6 maggio 2010 | Risultati 6 maggio 2010 |
| Partito                    | Partito                                | Candidato                  | Voti                    | %                       |
| -------------------------- | -------------------------------------- | -------------------------- | ----------------------- | ----------------------- |
|                            | Laburista                              | Tom Harris                 | 20 736                  | 51,72                   |
|                            | SNP                                    | Malcolm Fleming            | 8 078                   | 20,15                   |
|                            | Lib Dem                                | Shabnum Mustapha           | 4 739                   | 11,82                   |
|                            | Conservatore                           | Davena Rankin              | 4 592                   | 11,45                   |
|                            | Verdi                                  | Marie Campbell             | 961                     | 2,40                    |
|                            | BNP                                    | Michael Coyle              | 637                     | 1,59                    |
|                            | TUSC                                   | Brian Smith                | 351                     | 0,88                    |
|                            |                                        |                            |                         |                         |
| Iscritti                   | Iscritti                               | Iscritti                   | 64 982                  | 100,00                  |
| ↳ Votanti (% su iscritti)  | ↳ Votanti (% su iscritti)              | ↳ Votanti (% su iscritti)  | 40 094                  | 61,70                   |
| ↳ Astenuti (% su iscritti) | ↳ Astenuti (% su iscritti)             | ↳ Astenuti (% su iscritti) | 24 888                  | 38,30                   |
|                            |                                        |                            |                         |                         |
|                            | Esito: collegio confermato a Laburista |                            |                         |                         |

### Elezioni negli anni 2000
| Partito                    | Partito                                      | Candidato                  | Risultati 5 maggio 2005 | Risultati 5 maggio 2005 |
| Partito                    | Partito                                      | Candidato                  | Voti                    | %                       |
| -------------------------- | -------------------------------------------- | -------------------------- | ----------------------- | ----------------------- |
|                            | Laburista                                    | Tom Harris                 | 18 153                  | 47,24                   |
|                            | Lib Dem                                      | Arthur Sanderson           | 7 321                   | 19,05                   |
|                            | SNP                                          | Finlay MacLean             | 4 860                   | 12,65                   |
|                            | Conservatore                                 | Janette McAlpine           | 4 836                   | 12,58                   |
|                            | Verdi                                        | Kay Allan                  | 1 692                   | 4,40                    |
|                            | Socialista                                   | Ronnie Stevenson           | 1 303                   | 3,39                    |
|                            | Laburista Socialista                         | Dorothy Entwistle          | 266                     | 0,69                    |
|                            |                                              |                            |                         |                         |
| Iscritti                   | Iscritti                                     | Iscritti                   | 68 872                  | 100,00                  |
| ↳ Votanti (% su iscritti)  | ↳ Votanti (% su iscritti)                    | ↳ Votanti (% su iscritti)  | 38 431                  | 55,80                   |
| ↳ Astenuti (% su iscritti) | ↳ Astenuti (% su iscritti)                   | ↳ Astenuti (% su iscritti) | 30 441                  | 44,20                   |
|                            |                                              |                            |                         |                         |
|                            | Esito: collegio a Laburista (nuovo collegio) |                            |                         |                         |

## Risultati dei referendum

### Referendum sulla permanenza del Regno Unito nell'Unione europea del 2016
|        | Collegio      | Lasciare UE % | Rimanere in UE % |
| ------ | ------------- | ------------- | ---------------- |
|        | Glasgow South | 28,2%         | 71,8%            |
| Scozia | 38,0%         | 62,0%         |                  |
|        | Regno Unito   | 51,9%         | 48,1%            |